# Agrypon facetum
Agrypon facetum är en stekelart som beskrevs av Günther Enderlein 1921. Agrypon facetum ingår i släktet Agrypon och familjen brokparasitsteklar. Inga underarter finns listade i Catalogue of Life.